# Концы (посёлок, Кировский район)
Концы́ — посёлок Шумского сельского поселения Кировского района Ленинградской области.

## История
Согласно топографической карте РККА 1940 года на землях современного посёлка Концы располагались каменоломни.

Земли посёлка Концы на карте 1941 года

Современный посёлок Концы был образован на землях к северу от деревни Сибола и к югу от деревни Концы.
По данным 1966, 1973 и 1990 годов посёлок Концы находился в подчинении Шумского сельсовета Волховского района.
В 1997 году в посёлке Концы Шумской волости Кировского района проживали 357 человек, в 2002 году — 449 человек (русские — 87 %).
В 2007 году в посёлке Концы Шумского СП проживали 354 человека, в 2010 году — 274, в 2011 году — 319 человек.

## География
Посёлок находится в восточной части района на пересечении автодорог 41К-532 (Войбокало — Концы) и 41К-531 (Канзы — 84 км автодороги Кола). Расстояние до административного центра поселения — 3 км.
Расположен у железнодорожной линии Мга — Волховстрой I. Расстояние до ближайшей железнодорожной станции Войбокало — 2 км.
Посёлок Концы граничит с землями сельскохозяйственного назначения, землями обороны и безопасности и землями посёлка при станции Войбокало. Граница также проходит по полосе отвода земель ОАО «Российские железные дороги» и по южной границе 26 квартала Войбокальского участкового лесничества Кировского лесничества — филиала ЛОГУ «Ленобллес».
К северу от посёлка расположена деревня Концы.

## Демография
| 2007 | 2010 | 2011 | 2017 |
| ---- | ---- | ---- | ---- |
| 354  | ↘274 | ↗319 | ↘305 |

## Инфраструктура
По данным администрации за 2011 год посёлок насчитывал 73 дома.

## Улицы
Заречная, Карьерная 1-я, Карьерная 2-я, Лесная, Нагорная, Озёрная, Плитная, Плитная 2-я.